# Polypodium sibarongae
Polypodium sibarongae là một loài dương xỉ trong họ Polypodiaceae. Loài này được Christ mô tả khoa học đầu tiên năm 1904.
Danh pháp khoa học của loài này chưa được làm sáng tỏ. 